# Прониха (Вологодская область)
Прониха — деревня в Харовском районе Вологодской области.
Входит в состав Азлецкого сельского поселения, с точки зрения административно-территориального деления — в Азлецкий сельсовет.
Расстояние по автодороге до районного центра Харовска — 57,5 км, до центра муниципального образования Поповки — 3,5 км. Ближайшие населённые пункты — Сергеиха, Засухино, Пичиха.
По переписи 2002 года население — 4 человека.